# Дани Линс
Дани Линс, полное имя Даниэль Родригис Линс (порт. Dani Lins, Danielle Rodrigues Lins; 5 января 1985, Ресифи, штат Пернамбуку, Бразилия) — бразильская волейболистка. Связующая. Олимпийская чемпионка 2012.

## Биография
Даниэль Линс родилась в Ресифи, столице штата Пернамбуку. Родители — Синалдо Пессоа Линс и Жандира Родригис. В 13-летнем возрасте начала заниматься волейболом в школьной секции. Сначала освоила амплуа нападающей, но вскоре перешла на позицию связующей. В 2000 году Дани Линс была приглашена в команду из города Озаску, в составе которой выиграла свои первые медали чемпионата Бразилии (серебряные в 2002), а затем дважды становилась чемпионкой страны. В 2004—2005 волейболистка не выступала из-за появившихся проблем с сердцем, но в 2005 вновь возобновила игровую карьеру, перейдя в «Пиньейрос» из Сан-Паулу. С 2006 на протяжении 5 сезонов Дани Линс играла за «Рексону-Адес»/«Унилевер» из Рио-де-Жанейро, с которой 4 раза выиграла титул чемпионки Бразилии и один раз «серебро» клубного чемпионата Южной Америки. После 2011 по три сезона Дани Линс отыграла за СеСИ-СП (Сан-Паулу) и «Нестле-Озаску», в составе которых становилась призёром национального чемпионата, а также чемпионкой и призёром клубных чемпионатов Южной Америки и мира. В 2017 объявила о перерыве в игровой карьере по семейным обстоятельствам. В 2018 вернулась в спорт.
В 2001—2003 Дани Линс выступала за юниорскую и молодёжную сборные Бразилии, с которыми выигрывала золотые награды континентальных и мировых первенств. В 2003 волейболистка дебютировала в национальной сборной страны, приняв участие в Панамериканских играх и розыгрыше Панамериканского Кубка, но ни в одном из этих турниров бразильянки не смогли стать призёрами. Вновь к выступлениям за сборную Бразилии в рамках официальных соревнований Дани Линс была привлечена только через 5 лет после того как о завершении карьеры в национальной команде после победы на Олимпиаде-2008 объявили сразу две именитые связующие — Фофан и Карол. В составе сборной Дани Линс отыграла на протяжении 8 сезонов, выиграв с ней 13 золотых медалей мирового и континентального уровня, в том числе «золото» на Олимпиаде 2012. 

### Клубная карьера
- 1999—2000 —  «Спорт» (Ресифи);
- 2000—2004 —  БКН/«Финаса-Озаску» (Озаску);
- 2005—2006 —  «Пиньейрос» (Сан-Паулу);
- 2006—2011 —  «Рексона-Адес»/«Унилевер» (Рио-де-Жанейро);
- 2011—2014 —  СеСИ-СП (Сан-Паулу);
- 2014—2017 —  «Молико-Озаску»/«Нестле-Озаску» (Озаску).
- 2018—2019 —  «Иноде-Баруэри» (Баруэри);
- с 2019 —  «СеСИ-Бауру» (Бауру).

## Достижения

### Со сборными Бразилии
- Олимпийская чемпионка 2012.
- серебряный (2010) и бронзовый (2014) призёр чемпионатов мира.
- серебряный призёр Всемирного Кубка чемпионов 2009.
- 4-кратная чемпионка Мирового Гран-при — 2009, 2013, 2014, 2016;
  - 3-кратный серебряный призёр Гран-при — 2010, 2011, 2012;
  - бронзовый призёр Гран-при 2015.
- серебряный призёр Лиги наций 2021.
- 4-кратная чемпионка Южной Америки — 2009, 2011, 2013, 2015.
- чемпионка Панамериканских игр 2011;
- двукратный победитель розыгрышей Панамериканского Кубка — 2009, 2011;
  - серебряный призёр Панамериканского Кубка 2008.
- победитель розыгрыша Кубка «Финал четырёх» 2009.
- чемпионка мира среди молодёжных команд 2003.
- чемпионка Южной Америки среди молодёжных команд 2002.
- чемпионка мира среди девушек 2001.

### С клубами
- 6-кратная чемпионка Бразилии — 2003, 2004, 2007—2009, 2011;
  - 6-кратный серебряный (2002, 2010, 2014, 2015, 2017, 2025)  и бронзовый (2022) призёр чемпионатов Бразилии.
- двукратный победитель розыгрышей Кубка Бразилии — 2007, 2022;
  - двукратный серебряный призёр Кубка Бразилии — 2014, 2025.
- обладатель Суперкубка Бразилии 2022.
- бронзовый призёр клубного чемпионата мира 2014.
- чемпионка Южной Америки среди клубных команд 2014;
  - серебряный (2015) и двукратный бронзовый (2022, 2023) призёр клубных чемпионатов Южной Америки.

### Индивидуальные
- 2007: лучшая связующая розыгрыша Кубка Бразилии.
- 2008: лучшая на подаче Кубка Бразилии.
- 2008: лучшая связующая чемпионата Бразилии.
- 2009: лучшая связующая клубного чемпионата Южной Америки.
- 2009: лучшая связующая чемпионата Южной Америки.
- 2011: лучшая связующая Гран-при.
- 2011: лучшая связующая волейбольного турнира Панамериканских игр.
- 2014: лучшая связующая клубного чемпионата Южной Америки.
- 2014: лучшая связующая Гран-при.
- 2014: лучшая связующая клубного чемпионата Южной Америки.

## Личная жизнь
26 декабря 2015 Дани Линс вышла замуж за известного бразильского волейболиста, игрока национальной сборной Сидана. 25 февраля 2018 у супругов родилась дочь Лара.